# Сату-Ноу (Тулча)
Сату-Ноу (рум. Satu Nou) — село у повіті Тулча в Румунії. Входить до складу комуни Міхай-Браву.
Село розташоване на відстані 212 км на схід від Бухареста, 26 км на південь від Тулчі, 87 км на північ від Констанци, 73 км на південний схід від Галаца.

## Населення
За даними перепису населення 2002 року у селі проживали 677 осіб, усі — румуни. Усі жителі села рідною мовою назвали румунську.